# Къзкалеси (крепост)
Къзкалеси (на турски: Kızkalesi, в превод „Девичата крепост“) е средновековна крепост разположена на остров в Средиземно море, който териториално прилежи към провинция Мерсин, Турция.

## Географско разположение
Крепостта с географски координати 36°27′N 34°09′E се намира на остров, разположен на около 300 метра навътре във водите на Средиземно море, с обща площ на острова около 15 000 квадратни метра, почти изцяло заети от крепостта. Едноименният град Къзкалеси, който се намира на сушата точно срещу островната крепост, се намира на 23 km до общинския център Ердемли и на 60 km от центъра на провинцията, град Мерсин.

## История
Древното име на острова е Крамбуса, а на мястото на съвременния град Къзкалеси е бил древният град Корикос.
По сведения на Страбон, островът още в древността се използвал за убежище на пирати. Крепостният замък обаче вероятно е построен от византийския император Алексий I Комнин след първия кръстоносен поход. През 1199 година бил поправен или построен наново по време на управлението на Лъв I от арменското кралство Киликия. Каменният строителен материал изглежда като част от предишен градеж, който вероятно е бил на мястото на Къзкалеси. През 14 век Киликийското царство било на ръба на разгром и през 1361 година Петър I Кипърски превзел острова. През 1448 година крепостта била владение на караманския бей Ибрахим II, а през 1471 година – на военачалника на Османската империя Гедик Ахмед паша.

## Архитектура
Стените на укреплението имат обща дължина от 192 метра, с множество бойници за стрелци по цялото протежение. Южната и западната стени сключват прав ъгъл. От север и от изток стената следва приблизително формата на четвърт елипса. Основната порта е от северната страна, а от западната страна има проход (галерия), в средата на който се намира втората, по-малка порта към замъка. Крепостта има осем бастиона, всеки със собствена форма (четири кръгли, три правоъгълни, един триъгълен), като най-голям е югоизточният бастион, който е висок 3 етажа. В укреплението има цистерна за вода и малък параклис с размери 5.80 на 3.10 метра.

## Легендата за Девичата крепост
Името „Къзкалеси“ буквално означава „Девичата крепост“. Следната легенда обяснява откъде произлиза това название.
В града, разположен срещу острова, живеел цар, който имал само една дъщеря, която обичал повече от всичко на света. Ала гадател предрекъл, че красивата девойка ще умре от отровата на змия и че дори и самият той не би могъл да промени съдбата ѝ. Ужасен от думите на гадателя, царят наредил да се построи крепост на острова, където откъснати от сушата не живеели никакви змии, и там изпратил дъщеря си. Веднъж царят лично изпратил на принцесата кошница с редки плодове, ала на дъното на кошницата се скрила змия и смъртоносно ухапала момичето.
Легендата за Къзкалеси обаче не е уникална само за това място, а е разпространена и се разказва и на други места в Турция.